# Бойцево
Бойцево — деревня в Меленковском районе Владимирской области России, входит в состав Денятинского сельского поселения.

## География
Деревня расположена в 5 км на север от центра поселения села Денятино и в 25 км на север от города Меленки, в 1 км от остановочного пункта Левино на ж/д линии Черусти — Муром.

## История
Деревня впервые упоминается в составе Денятинского прихода в окладных книгах Рязанской епархии за 1676 год, в них в деревне числилось 14 дворов крестьянских.
В конце XIX — начале XX века деревня входила в состав Папулинской волости Меленковского уезда, с 1926 года — в составе Муромского уезда. В 1859 году в деревне числилось 30 дворов, в 1905 году — 40 дворов, в 1926 году — 56 дворов.
С 1929 года деревня являлась центром Бойцевского сельсовета Меленковского района, с 1940 года — в составе Озорновского сельсовета, с 1954 года — в составе Левинского сельсовета, с 2005 года — в составе Денятинского сельского поселения. 

## Население
| 1859 | 1905 | 1926 | 2002 | 2010 | 2021 |
| ---- | ---- | ---- | ---- | ---- | ---- |
| 188  | ↗248 | ↗293 | ↘119 | ↘70  | ↗83  |